# Coenosia flavipes
Coenosia flavipes är en tvåvingeart som först beskrevs av Stein 1908.  Coenosia flavipes ingår i släktet Coenosia och familjen husflugor.
Artens utbredningsområde är Kanarieöarna. Inga underarter finns listade i Catalogue of Life.